# Frambézie
Frambézie je přenosné kožní onemocnění bakteriálního původu, které postihuje zejména děti. Původcem je Treponema pallidum pertenue, nepohlavně přenášená bakterie příbuzná s původcem syfilis. Kolem roku 1970 se ji podařilo téměř vymýtit. V posledních letech se znovu ve větší míře objevuje v nejchudších oblastech Afriky, Asie a Jižní Ameriky. Podle odhadů trpí v současnosti frambézií na půl milionu lidí.

## Historie
Situace byla nejkritičtější v 50. letech 20. století, kdy se s frambézií potýkalo na 50 milionů lidí po celém světě. Světová zdravotnická organizace (WHO) proto ve spolupráci s dětským fondem UNICEF zahájila masivní program kontroly a eliminace choroby. Program fungoval mezi lety 1952 a 1964 a bylo díky němu vymýceno 95 % případů frambézie. Po tomto úspěchu se ovšem pozornost od nemoci odvrátila, což je jedním z důvodů, proč se opět vrací.
Frambézie se přenáší kontaktem s nakaženým, především prostřednictvím poranění kůže, kterým bakterie proniká do organismu dalšího člověka. Postihuje hlavně mladé lidi, nejčastěji děti do 15 let, a způsobuje hluboké rány, které mají za následek těžké deformace kůže, měkkých tkání, kostí a chrupavek.
„Výskyt frambézie je v 21. století naprosto neakceptovatelný,“ uvedl lékař Lorenzo Savioli z WHO, který zdůraznil, že na ni existuje levná a účinná léčba. Frambézie se léčí jedinou dávkou penicilinu.